# پوئل
پوئل (به آلمانی: Poel) یک شهر در آلمان است که در نوردوست‌مکلنبورگ واقع شده‌است. پوئل ۲٬۸۰۲ نفر جمعیت دارد.

## خواهرخوانده
شهر بخش هامارو خواهرخواندهٔ پوئل هست.